# جنبش ایالت‌سازی ناحیه کلمبیا

پرچم ناحیه کلمبیا

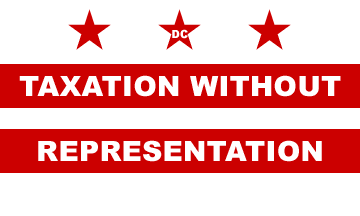
نوع اعتراضی پرچم، از سال ۲۰۰۲

جنبش ایالت‌سازی ناحیه کلمبیا یک جنبش سیاسی است که از ایجاد ناحیه کلمبیا به عنوان ایالت ایالات متحده حمایت می‌کند تا نمایندگان رأی دادن در کنگره و کنترل کامل امور محلی را به مردم ناحیه کلمبیا ارائه دهد.
ناحیه کلمبیا در حال حاضر یک منطقه فدرال تحت صلاحیت مستقیم کنگره ایالات متحده است. دولت بودن منطقه را می‌توان با کنگره، تحت اختیاری که قانون اساسی ایالات متحده برای پذیرش ایالات جدید در اتحادیه به کنگره اعطا کرده‌است، به دست آورد (ماده ۴، بخش ۳، بند ۱). پیشنهادهای جایگزین برای دولت داری شامل بازگشت مجدد منطقه کلمبیا و اصلاحات حق رای است.
اگر قرار بود که ناحیه کلمبیا به یک ایالت تبدیل شود - بر اساس آمار سال ۲۰۱۸ - از نظر جمعیت در رتبه ۴۹ام (جلوتر از ورمونت و وایومینگ) قرار دارد، از نظر مساحت ۵۱امین، از نظر سرانه تولید ناخالص داخلی نخستین، درآمد متوسط خانوار نخستین و از نظر تولید ناخالص داخلی نیز ۳۴ام بود و پس از ۶۲ سال نخستین ایالتی می‌شد که در اتحادیه پذیرفته می‌شود. ناحیه کلمبیا بر اساس هٔ ملز سال ۲۰۱۹، با مدرک لیسانس داشتن ۵۹٫۷٪ و مدارک بالاتر داشتن ۳۴٫۰٪ از ساکنانش در رتبه اول تحصیلات در کشور قرار دارد. در سال ۲۰۱۵، منطقه کلمبیا از نظر تراکم جمعیت (۱۱٬۰۱۱ نفر / مایل مربع) در کشور اول بود و ۹ برابر متراکم‌تر از نیوجرسی (دومین منطقه متراکم با ۲۲۱۸ نفر در مایل مربع) و ۱۱۰۰۰ برابر بیشتر از آلاسکا (۱ نفر) مایل مربع).
برای بیشتر جنبش‌های مدرن (۱۹۸۰ تاکنون) دولت، نام ایالت جدید «نیو کلمبیا» بوده‌است، اگرچه قانون پذیرش واشینگتن دی.سی. توسط مجلس نمایندگان ایالات متحده در سال‌های ۲۰۲۰ و ۲۰۲۱ تصویب شده‌است «ایالت واشینگتن، مشترک‌المنافع داگلاس» برای بزرگداشت فردریک داگلاس نام گذاری شده‌است.

## تاریخ

انستیتوی هرالدری ارتش آمریکا این نسخه ۵۱ ستاره ای از پرچم ملی را برای استفاده در صورت پذیرش یک ایالت ۵۱ در اتحادیه طراحی کرده‌است.

### بند منطقه‌ای قانون اساسی
در اواخر قرن هجدهم، تعدادی از افراد معتقد بودند که کنگره به کنترل پایتخت ملی نیاز دارد. این باور منجر به ایجاد یک پایتخت ملی، جدا از هر ایالت، توسط بند منطقه‌ای قانون اساسی، با حداکثر مساحت ۱۰۰ مایل مربع (۲۶۰ کیلومتر مربع؛ ۶۴٬۰۰۰ جریب فرنگی؛ ۲۶٬۰۰۰ هکتار) (یعنی براساس یک «مربع» که طول اضلاع آن بیش از «ده مایل» نباشد).
مدیسون در حمایت از ایجاد منطقه کلمبیا، در شماره ۴۳ فدرالیست نوشت که ساکنان منطقه جدید فدرال «در انتخاب دولت که برای اعمال قدرت بر آن‌ها صدای خود را دارند، صدای خود را خواهند داشت». مدیسون توضیح نداد که چگونه این اتفاق می‌افتد اما حتی با استفاده از بسته‌ای که هنوز نامش مشخص نبود، پیشنهاد کرد که اصول خودمدیریتی در پایتخت جمهوری غایب نباشد.

### بحث‌های اولیه دربارهٔ حق رای
در سال ۱۷۸۸ زمینی که منطقه در آن شکل گرفته توسط مریلند واگذار شد. در سال ۱۷۹۰، کنگره قانون اقامت را به تصویب رساند که منطقه ای را در رودخانه پوتوماک بین آناکوستیا و کونوگوشگ قرار داد و محل دقیق آن توسط رئیس‌جمهور جرج واشینگتن انتخاب شد . انتخاب وی در ۲۴ ژانویه ۱۷۹۱ اعلام شد و قانون اقامت اصلاح شد و شامل زمین‌هایی شد که ویرجینیا در سال ۱۷۹۰ واگذار کرده بود. آن سرزمین در سال ۱۸۴۷ به ویرجینیا بازگردانده شد. کنگره تا اولین دوشنبه در دسامبر ۱۸۰۰ رسماً به پایتخت جدید فدرال منتقل نشد. در آن زمان، این ناحیه توسط ترکیبی از یک هیئت کمسیونر منصوب شده توسط فدرال، مجلس قانونگذاری ایالت و دولت‌های محلی انتخاب می‌شد.
در طی یک سال انتقال به ناحیه، کنگره قانون ارگانیک ناحیه کلمبیا را در سال ۱۸۰۱ تصویب کرد و ناحیه فدرال جدید را تحت اختیارات خود که طبق بند ناحیه مجاز است، وارد کرد. از آنجا که ناحیه کلمبیا دیگر بخشی از هیچ ایالتی نبود، ساکنان منطقه رأی دادن در کنگره و کالج انتخاباتی و همچنین صدای اصلاحیه‌های قانون اساسی و حق حاکمیت در خانه را از دست دادند، واقعیت‌هایی که بدون اعتراض نبودند. در ژانویه ۱۸۰۱، جلسه ای از شهروندان منطقه برگزار شد که منجر به ارسال بیانیه‌ای به کنگره شد.
بحث در مورد حق رأی برای منطقه کلمبیا تقریباً بلافاصله آغاز شد، اگرچه بیشتر متمرکز بر اصلاحات قانون اساسی و اقدام مجدد بود، نه دولت. از سال ۱۸۰۳ تاکنون بیش از ۱۵۰ اصلاحیه و لایحه قانون اساسی برای ارائه نمایندگی به ناحیه کلمبیا ارائه شده‌است و در نتیجه جلسات کنگره در بیش از بیست بار، با اولین جلسات در سال ۱۸۰۳ انجام شده‌است. در آن زمان، مصوباتی توسط کنگره برای بازپس‌گیری بیشتر ناحیه کلمبیا به مریلند معرفی شد. شهروندان از جابجایی کرسی دولت می‌ترسند که برای حقوق برابر، به دی سی یک دولت ارضی و اصلاحیه قانون اساسی داده شود. اما جیمز هالند از کارولینای شمالی استدلال کرد که ایجاد یک دولت ارضی باعث نارضایتی شهروندان می‌شود. وی گفت، «گام بعدی درخواست پذیرش به عنوان عضوی از اتحادیه خواهد بود، و اگر رویکرد مربوط به سرزمین‌ها را دنبال کنید، باید، به محض اینکه تعداد آنها اجازه این کار را داد، آنها را در اتحادیه پذیرش کنید.»

### اواخر قرن ۱۹ و اوایل قرن ۲۰
اولین پیشنهاد نمایندگی کنگره برای بررسی جدی در سال ۱۸۸۸ ارائه شد، اما جلسات کنگره در مورد این موضوع تا سال ۱۹۲۱ برگزار نمی‌شد. این جلسات منجر به اولین لایحه ای شد که توسط سنا ارائه شد. وسلی لیوسی جونز (R-WA)، به خارج از کمیته ای معرفی خواهد شد که به نمایندگی منطقه رسیدگی می‌کند. این لایحه به کنگره امکان می‌داد - هرچند که لازم نیست - با ساکنان دی.سی. مثل شهروندان ایالتی هستند رفتار کند.

### دوران حقوق مدنی و متمم ۲۳، ۱۹۵۰–۱۹۷۰
اعضای کنگره همچنان به پیشنهاد اصلاحاتی برای رفع عدم نمایندگی منطقه پرداختند، و تلاش‌ها در اواخر دهه ۱۹۵۰ به عنوان بخشی از جنبش حقوق مدنی آغاز شد. این سرانجام منجر به تصویب موفقیت‌آمیز بیست و سومین متمم در سال ۱۹۶۱ شد، که به موجب آن آرای منطقه در کالج انتخاباتی متناسب با اندازه آن‌ها به گونه‌ای بود که گویی یک ایالت هستند، اما بیشتر از کم جمعیت‌ترین ایالت نیست. این حق از زمان انتخابات ریاست جمهوری سال ۱۹۶۴ توسط شهروندان DC استفاده شده‌است.
در حالی که شهروندان منطقه هنوز حق رأی کامل را تکذیب نمی‌کردند، اعضا به پیشنهاد لایحه‌هایی برای رسیدگی به نمایندگی کنگره ادامه دادند. این قبیل لایحه‌ها در سال ۱۹۶۷ و ۱۹۷۲ از کمیته خارج شد، برای یک مجلس نمایندگان برای رای‌گیری در ۱۹۷۶ و در ۱۹۷۸ منجر به پیشنهاد رسمی اصلاحیه حق رای در منطقه کلمبیا شد. اما این اصلاحیه در سال ۱۹۸۵ منقضی شد، ۲۲ مصوبه کمتر از ۳۸ مورد لازم.

### دهه ۱۹۸۰–۲۰۱۵

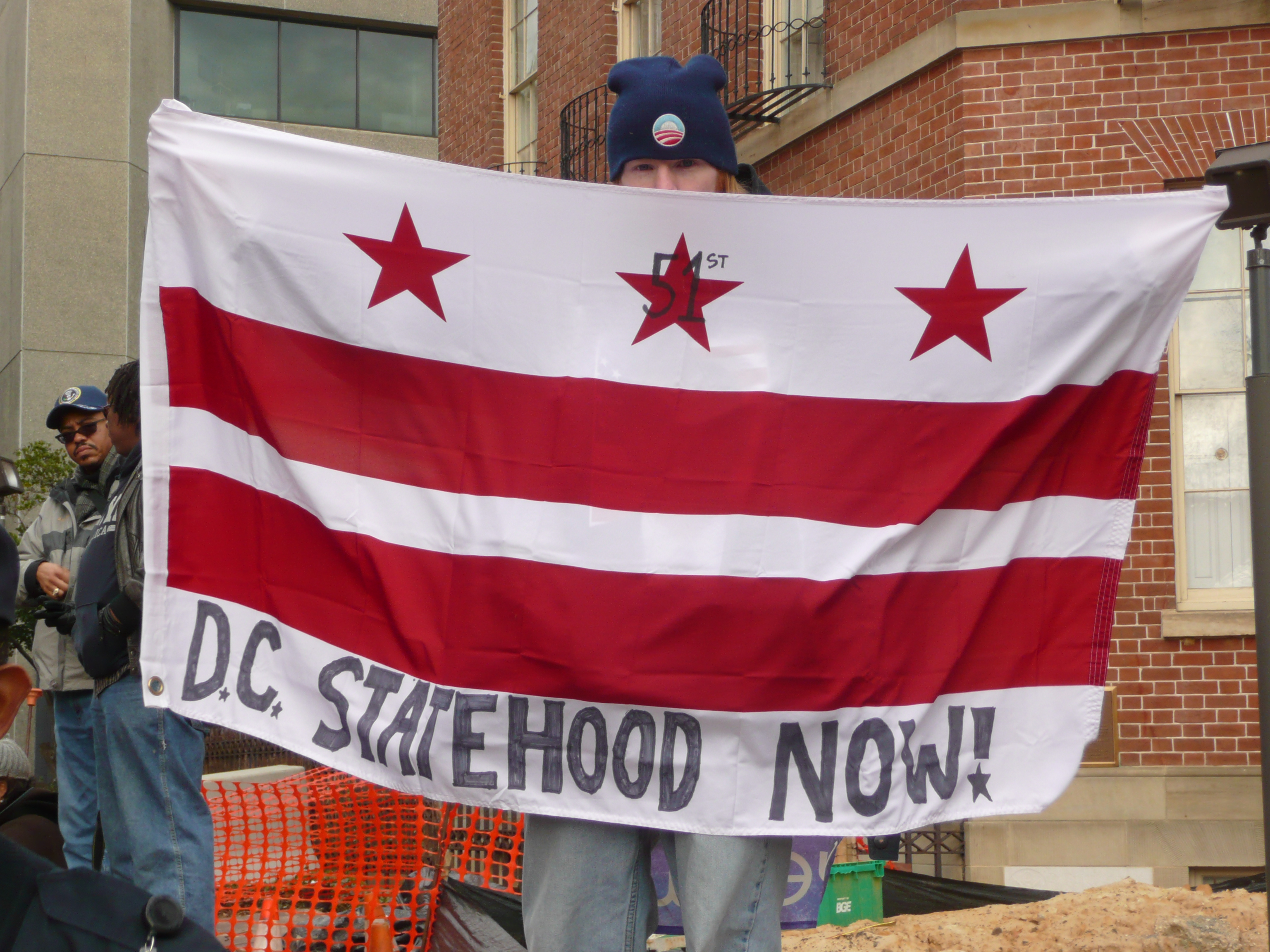
ایالت دی سی اکنون! پرچم در مراسم تحلیف ۲۰۱۳

قبل از شکست اصلاحیه حقوق رای DC، اما وقتی تصویب بعید به نظر می‌رسید، سرانجام رای‌دهندگان منطقه شروع به پیگیری دولت بودن کردند. در سال ۱۹۸۰، جی. ادوارد گوانان به عنوان یک ابتکار عمل، دولت را در صندوق‌های رای گذاشت. رأی دهندگان ناحیه فراخوان کنوانسیون قانون اساسی برای تهیه پیش نویس قانون اساسی ایالتی را تصویب کردند، درست همان‌طور که سرزمین‌های ایالات متحده قبل از پذیرش آن‌ها به عنوان ایالت انجام داده بودند. این کنوانسیون از فوریه تا آوریل ۱۹۸۲ برگزار شد. قانون اساسی پیشنهادی توسط رای‌دهندگان منطقه در سال ۱۹۸۲ تصویب شد تا ایالت «نیو کلمبیا» نامیده شود. در سال ۱۹۸۷، قانون اساسی ایالتی دیگر تهیه شد که مجدداً از ایالت پیشنهادی به عنوان نیو کلمبیا یاد می‌شد. از زمان ۹۸امین کنگره، بیش از ده لایحه دولت تدوین شده‌است که دو لایحه خارج از کمیته حوزه‌های قضایی گزارش شده‌است. دومین این لایحه‌ها در نوامبر ۱۹۹۳ به صحن مجلس رسید، تا تنها بحث طبقه و رأی‌گیری دربارهٔ دولت بودن دی.سی. را داشته باشد که در مجلس نمایندگان با ۲۷۷ رای مخالف و ۱۵۳ رای موافق به نتیجه نرسید.